# 348
348 је била преступна година.

## Догађаји
- Вулфила је избегао верски прогон од стране готског вође Атанариха, добио је дозволу од Констанција II да се са својим аријанцима пресели у Мезију и настани се у близини Никопоља (Бугарска).
- У Персијком царству се жене уписују у војску за обављање помоћних служби.
- У Индији, Самудрагупта из Царства Гупта побеђује Рудрасену у бици.

## Смрти
- 9. мај  — Преподобни Пахомије Велики - хришћански светитељ.
- 12. децембар – Свети Спиридон, грчко-кипарски православни епископ и светитељ (р. 270.)